# بوینا (تگزاس)
بوینا، تگزاس(به انگلیسی: Bovina, Texas) شهری در ایالت تگزاس از ایالات جنوبی ایالات متحده آمریکا است. در سرشماری سال ۲۰۰۰، جمعیت این شهر ۱۸۷۴ نفر اعلام شد.